# Отавио Пиколомини
Отавио Пиколомини (итал. Ottavio Piccolomini, duca d' Amalfi, 12. новембар 1599 – 16. август 1656), био је фелдмаршал Светог римског царства.

## Биографија
Пореклом из италијанске аристократске породице, Пиколомини је од младости ступио у службу као најамни војник. Најпре у служби Шпаније, од 1618. ступио је у службу немачког цара. У тридесетогодишњем рату (1618-1648) истакао се као војсковођа, најпре у Валенштајновој служби, а после његове смрти, као главнокомандујући царске војске. Под Валенштајновом командом истакао се у бици код Лицена (1632). Као генерал коњице, од 1640. командовао је коњичким пуковима из Хрватске. Поражен је у бици код Брајтенфелда (1642). Од 1643. до 1645. успешно се борио против Холанђана и Швеђана у Шпанској Низоземској.

## У књижевности
Отавио Пиколомини је главни антагониста у историјској драми Валенштајн од Фридриха Шилера.